# Maximilien Alfred Bonnet
Pour les articles homonymes, voir Bonnet.
Maximilien Alfred Bonnet (1841-1917)  est un philologue, latiniste et universitaire français d'origine suisse et allemande. 

## Biographie
Max Bonnet naît le 3 novembre 1841 à Francfort-sur-le-Main où son père, Louis Bonnet, suisse d'origine, est pasteur de l'Église réformée française. La famille Bonnet, originaire du Dauphiné, s'est réfugiée en Suisse après la révocation de l'édit de Nantes. Il étudie à l'université de Bonn, puis est chargé de cours à l'académie de Lausanne de 1866 à 1874. Il démissionne en 1874 et travaille dans l'enseignement secondaire à Paris, tout en préparant sa thèse. Il est nommé suppléant, puis chargé de cours à l'université de Montpellier en 1881. Il soutient en 1890 sa thèse sur Le latin de Grégoire de Tours à la Sorbonne et est nommé, la même année, professeur à la faculté des lettres de Montpellier, titulaire de la chaire de langue et littérature latines. Il a réalisé les premières éditions modernes de plusieurs apocryphes du Nouveau Testament. 
Il est membre correspondant de l'Académie des inscriptions et belles-lettres et chevalier de la Légion d'honneur (1910). 
Sa fille, Marie Bonnet, est directrice d'une maison des étudiantes à Paris.

## Publications
- Narratio de miraculo a Michaele archangelo Chonis patrato, adjecto Symeonis Metaphrastus de eadem re libello (Paris, 1890)
- Le Latin de Grégoire de Tours (1890)
- Latin - Le Livre des Miracles de l'Apôtre André (1885)
- Latin - Les Actes de Thomas (Leipzig, 1883)
- Latin - Les Actes d'André (1895)
- Acta apostolorum apocrypha (1891), en collaboration avec Richard Adelbert Lipsius.